# 無責任大統領と17人の告発
『無責任大統領と17人の告発』（むせきにんだいとうりょうと17にんのこくはつ、原題: Totally Under Control）は、2020年のアメリカ合衆国のドキュメンタリー映画。
『「闇」へ』で第80回アカデミー賞長編ドキュメンタリー映画賞を受賞したアレックス・ギブニーが製作・脚本・監督・ナレーションを務める。
日本では動画配信サービスWATCHAが独占配信。

## 内容
2020年1月20日に米国で最初の新型コロナウィルス感染者が発見されて以降の政府の対応を描くドキュメンタリー映画。当時の大統領ドナルド・トランプが率いる中央政府がコロナウィルス感染防止の取り組みにおいて、いかに科学者の意見を無視し、不正と汚職に満ちた対応を続けたかを数々の関係者の告発と記録映像を交えた構成で明らかにする。

## 評価
Rotten Tomatoesでは103件のレビューで支持率は99%。
米国のビジネス・エンターテイメント誌 The WRAPは「このドキュメンタリーは最高のホラー映画だ」と評価。
英国の映画専門誌EMPIREは「専門家を無視する政府がいかに酷い過ちを犯すか、その凄まじい調査結果である」と評している。

## スタッフ
- 監督：アレックス・ギブニー、オフィーリア・ハルティウニアン、スザンヌ・ヒリンガー
- 脚本：アレックス・ギブニー
- 製作：アレックス・ギブニー、オフィーリア・ハルティウニアン、スザンヌ・ヒリンガー
- ナレーション：アレックス・ギブニー